# Пектонвілл (Меріленд)
Пектонвілл (англ. Pecktonville) — переписна місцевість (CDP) в США, в окрузі Вашингтон штату Меріленд. Населення — 164 особи (2020).

## Географія
Пектонвілл розташований за координатами 39°39′57″ пн. ш. 78°2′53″ зх. д. / 39.66583° пн. ш. 78.04806° зх. д. (39.665971, -78.048184).  За даними Бюро перепису населення США в 2010 році переписна місцевість мала площу 1,52 км², уся площа — суходіл.

## Демографія
Згідно з переписом 2010 року, у переписній місцевості мешкало 167 осіб у 68 домогосподарствах у складі 47 родин. Густота населення становила 110 осіб/км².  Було 71 помешкання (47/км²).
Расовий склад населення:
| - 98,8 % — білих - 0,6 % — азіатів |

До двох чи більше рас належало 0,0 %. Частка іспаномовних становила 0,6 % від усіх жителів.
За віковим діапазоном населення розподілялося таким чином: 20,4 % — особи молодші 18 років, 61,6 % — особи у віці 18—64 років, 18,0 % — особи у віці 65 років та старші. Медіана віку мешканця становила 43,9 року. На 100 осіб жіночої статі у переписній місцевості припадало 122,7 чоловіків;  на 100 жінок у віці від 18 років та старших — 118,0 чоловіків також старших 18 років.
Середній дохід на одне домашнє господарство  становив 90 141 долар США (медіана — 87 750), а середній дохід на одну сім'ю — 93 288 доларів (медіана — 84 250). Медіана доходів становила 38 333 долари для чоловіків та 30 682 долари для жінок. 
Цивільне працевлаштоване населення становило 96 осіб. Основні галузі зайнятості: фінанси, страхування та нерухомість — 28,1 %, освіта, охорона здоров'я та соціальна допомога — 24,0 %, науковці, спеціалісти, менеджери — 13,5 %, виробництво — 13,5 %.